# Hatti, Koppal
Hatti là một làng thuộc tehsil Koppal, huyện Koppal, bang Karnataka, Ấn Độ.